# Upplands runinskrifter 326
Upplands runinskrifter 326 är en runinskrift i Husby, Markims socken i Vallentuna kommun. Troligen har stenen ingått i ett monument tillsammans med U 327.

## Ristningen
Translitterering av runraden:
[hulm]kir × auk × sikruþr × þaiʀ × ristu × stina × þisi × eftiʀ × suin × sun × sin × siþ×bu[rin]
Normalisering till runsvenska:
Holmgærðr/Holmgæiʀʀ ok Sigrøðr/Sigruðr þæiʀ ræistu stæina þessi æftiʀ Svæin, sun sinn siðburinn.
Översättning till nusvenska:
Holmgärd och Sigröd de reste dessa stenar efter Sven, sin son, sent född.

## Beskrivning
Runsten med inskrift från 1000-talet e.Kr.
Uttrycket "sent född" är inte i övrigt belagt i runinskrifterna. Det speglar föräldrarnas sorg och saknad. Den son de länge väntat på dog ung. Och inga syskon nämns som medresare av stenen, därför var han troligen enda barnet.
Runstenen har ursprungligen stått rest vid vägen mellan Husby och kyrkan vid bron över en bäck.
Runstenen har tidigare fungerat som grindstolpe. Den var för hög för denna funktion och nedre delen av stenen blev därför bortslagen. Emellertid hade stenen ritats av på 1600-talet och endast därför vet vi att modern hette "Holmgärd" och att sonen var "sent född". Dessa ord var nämligen bortslagna.